# Ghulam Ahmed Parwez
Ghulam Ahmed Parwez est un théologien musulman, né en Inde britannique à Batala (Penjab) le 9 juillet 1903, et mort à Lahore, au Pakistan, le 24 février 1985.

## Jeunesse et formation
Parwez est né à Batala, dans le district de Gurdaspur. Il a d'abord été formé par son grand-père, un soufi de rite hanéfite,. Il éprouve le besoin de mettre les énoncés de foi à l'épreuve de la raison au lieu d'y adhérer sans questionnement. Il est diplômé de l'université du Penjab en 1934 puis occupe un poste au ministère de l'Intérieur. À Lahore, loin du cercle familial, il trouve un environnement propice à mettre en œuvre sa liberté de penser. Il y rencontre Mohamed Iqbal, et Hâfız Eslem Cerâcpûrî (m. 1955).

## Exégèse coranique
Il étudie le Coran, la vie du prophète Mahomet et l'histoire des premiers siècles de l'islam. Il constate que ce qu'il a appris repose sur l'autorité d'érudits postérieurs à la révélation coranique. Il croit nécessaire de revenir à la source : le Coran lui-même, pour le comprendre par lui-même, indépendamment de toute autorité extérieure. Il met en question la légitimité de la Sunna comme grille de compréhension du Coran, qui doit être compris à sa propre lumière. Cette compréhension suppose la connaissance du contexte de la révélation, et en particulier de la langue arabe. C'est pourquoi Parwez a publié un dictionnaire des concepts coraniques (Lughaat-ul-Qur'an). Il recourt à la méthode des références croisées pour recenser les différentes occurrences de mêmes thèmes dispersés dans divers passages du Coran.

## Engagement dans le mouvement pour le Pakistan
Il adopte la théorie des deux États de Mohamed Iqbal, qui recommande la création d'une nation hindoue et une nation musulmane. Il est le fondateur du mensuel Tolu-e-Islam (en) (« L'aube de l'islam »), créé à la demande de Mohammed Iqbal en 1938. Le titre du magazine est une référence à un poème d'Iqbal. Il conseille  Ali Jinnah et participe à la création de l'État du Pakistan. Il déménage alors à Karachi où il exerce des fonctions au sein de l'administration.

## Nature humaine et libre arbitre
Ses idées réformistes rencontrent l'opposition des conservateurs, qui lui reprochent d'être un héritier des mutazilites et du moderniste Sayyid Ahmad Khan. Aux mutazilites, il emprunte en effet l'idée que l'homme possède le libre arbitre : Dieu n'oblige pas l'individu à choisir la foi ou l'incroyance, même pas au moyen de miracles, qui le contraindraient à croire. Par conséquent, l'apostasie ne peut pas être punie de la mort. Le crime d'apostasie est une invention des oulamas postérieure à la révélation ; elle est contraire à l'enseignement du Coran.
Parwez rejette l'idée d'une nature humaine, qui serait immuable. À l'état naturel, l'être humain est ignorant et tyrannique. Sa nature consiste dans ses potentialités. La « nature humaine » n'est pas une donnée, c'est un idéal. Selon Parwez, l'ambition du Coran est de guider l'homme pour l'aider à s'accomplir et réaliser le meilleur parmi les possibles qui sont en lui.

## Critique de la tradition
Son rejet de la plupart des hadiths (traditions prophétiques) fait de lui l'une des figues du coranisme. Il souligne les silences du Coran sur des questions parfois importantes. Ces silences ont été suppléés par les hadiths. Mais Parwez y voit plutôt une invitation à trouver une réponse adaptée au contexte de chaque époque. Dans ses lettres à une jeune femme imaginaire, Tahirah, il applique le même raisonnement : le Coran laisse entendre que l'homme est supérieur à la femme (il hérite d'une part, tandis qu'elle n'hérite que d'une demi-part). Les hadiths, mis par écrit bien après la mort du Prophète, ont interprété les Écritures dans ce sens. Mais selon Parwez, le Coran ne liait les règles de l'héritage à aucune supériorité masculine, mais au fait que, dans la société arabe du septième siècle, c'est l'homme qui assurait la subsistance de son épouse. Cette règle est donc dépendante du contexte socio-historique. Les traditionnistes ont introduit de l'inégalité là où le Coran ne faisait que tenir compte d'une organisation particulière de la société, dont l'évolution impose de réviser les règles. Le Coran n'est jamais favorable à une quelconque forme d'oppression. Ce sont des traditions fausses qui ont dénaturé le message initial. Il reproche aux oulamas leur collusion avec les classes riches et les accuse de ne guère se soucier de justice sociale.
Il prend sa retraite en 1955 pour se consacrer à l'étude du Coran. Il quitte Karachi pour revenir à Lahore. En 1961, il plaide pour que les prières soient dites en ourdou, langue comprise par la plupart des Pakistanais, au contraire de l'arabe. Les réformes entreprises par Ayyub Khan à partir de 1958 s'inspirent de la pensée de Parwez. Mais dans les années 70, ses livres sont interdits en Arabie saoudite et aux Émirats arabes ; ses opposants réclament, en vain, qu'il soit déclaré hérétique. Il meurt à Lahore à l'âge de quatre-vingt deux ans, déçu par la montée de l'obscurantisme dans son pays.

## Œuvres
Il a écrit une quarantaine de livres, la plupart en ourdou et quelques-uns en anglais, dont :
- What is islam ?
- Exposition of Holy Quran (Majhoom-ul-Qur'an) ;
- Lughaat-ul-Qur'an (dictionnaire du Coran) ;
- Matalib-ul-Furqan (commentaire du Coran, en six volumes) ;
- The Life in the Hereafter : What Does the Quran Say ? (Jahan-e-Farda) ;
- Tabweeb-ul-Quran (sur l'organisation du Coran) ;
- The Eclipse of Islam : What happened to Islam after Umar ?
- Islam: A Challenge to Religion ;
- Jihad is not terrorism ;
- Iqbâl awr Qur'ân (sur Mohamed Iqbal) ;
- The qur'anic system of sustenance (Nizam-e- Rabbubiyat) ;
- Selim ke nam (« Lettres à Sélim ») ;
- Tahirah ke nam (« Lettres à Tahirah »).

Il est l'auteur de nombreux articles, en particulier pour le magazine Tulu 'l islam.